# .44 AMP
Cartușul .44 Auto Magnum Pistol (AMP) este un cartuș de pistol semiautomat de calibru mare, dezvoltat în 1971 de Harry Sanford. Principala sa utilizare este în pistolul Auto Mag⁠(d). Cartușul a fost folosit și în pistolul automat Wildey⁠(d), precum și în câteva alte pistoale personalizate. Cartușele pot fi realizate prin scurtarea și perforarea tuburilor din alamă de .308 Winchester⁠(d) sau .30-06 Springfield⁠(d), având performanțe balistice similare cu cartușul .44 Magnum⁠(d) pentru revolver.
Producția de .44 AMP a fost întreruptă în 1982 după unsprezece ani, fiind reluată ulterior în 2017 și continuând până în prezent.